# Marios Pelekanos
Marios Pelekanos, gr. Μάριος Πελεκάνος (ur. 21 sierpnia 1979 w Nikozji) – cypryjski polityk i finansista, w latach 2021–2023 rzecznik prasowy cypryjskiego rządu.

## Życiorys
Uczęszczał do American Academy Larnaca. Ukończył finanse i bankowość na University of Manchester. Kształcił się również w London Institute of Banking & Finance. Od 1999 pracował w sektorze bankowym, od 2012 zajmował dyrektorskie stanowisko w jednym z banków w Tiranie. W 2015 zajął się prowadzeniem własnej działalności gospodarczej jako doradca restrukturyzacyjny i finansowy. Został też menedżerem w cypryjskich funduszach inwestycyjnych. Zaangażował się w działalność polityczną w ramach Zgromadzenia Demokratycznego (DISY). W 2017 został przewodniczącym organizacji młodych naukowców działającej przy tym ugrupowaniu. W latach 2017–2019 był radnym miasta Strowolos. W 2019 powołany na prezesa rządowej agencji zagospodarowania przestrzennego.
W 2021 mianowany rzecznikiem prasowym rządu Nikosa Anastasiadisa, pełnił tę funkcję do 2023. W maju tego samego roku wybrany na wiceprzewodniczącego DISY. Zrezygnował z tej funkcji w lutym 2024 po tym, jak nie został wpisany na listę kandydatów partii do Europarlamentu. W kolejnym miesiącu opuścił DISY, a także został ogłoszony kandydatem nacjonalistycznej partii ELAM w wyborach do PE.